# Uwe Schmidt
Uwe Schmidt (Francoforte sul Meno, 1968) è un compositore e musicista tedesco produttore di musica elettronica.
Durante la propria carriera, Schmidt ha pubblicato all'incirca duecento titoli diversi ed adoperato numerosissimi nomi d'arte, dei quali i più noti sono probabilmente Atom Heart, Lassigue Bendthaus, e Señor Coconut.

## Biografia
Dopo aver esordito nel 1988 con la cassetta Engineers Love, pubblicò numerosi singoli e album di techno e acid house attribuiti a numerosi alias diversi lungo la prima metà degli anni novanta. Nel 1994 fondò la sua etichetta Rather Interesting, ed iniziò ad adoperare in modo più costante il nome Atom Heart, con cui pubblicò alcuni album di musica "ambientale". In seguito ad un soggiorno avvenuto a Santiago, in Cile, realizzò alcuni titoli a nome Señor Coconut che contribuirono ad aumentare la sua popolarità. Fra essi vi è El Baile Alemàn (2000), contenente alcune cover dei Kraftwerk realizzate con ritmo e strumenti latini. Lungo la sua carriera ha collaborato con numerosi artisti che includono Tetsu Inoue, Pete Namlook e Burnt Friedman.

## Stile musicale
La musica di Schmidt ha spaziato, fra gli altri generi, dalla techno, all'ambient, all'industrial, all'acid house, alla musica latino-americana, alla glitch music. Oltre ad essere considerato l'inventore dello stile "electro-latino", una bizzarra musica elettronica ispirata alla salsa, il musicista è stato citato fra i più importanti della scena techno di Francoforte.

## Discografia parziale
| Album                           | Anno | Alias adoperato                 |
| ------------------------------- | ---- | ------------------------------- |
| The Engineers Love              | 1988 | Lassigue Bendthaus              |
| Matter                          | 1991 | Lassigue Bendthaus              |
| Cloned                          | 1992 | Lassigue Bendthaus              |
| Datacide                        | 1993 | Datacide                        |
| Stereo Cocktail                 | 1993 | Lisa Carbon & Friends           |
| Coeur Atomique                  | 1993 | Coeur Atomique                  |
| EX.S                            | 1993 | +N                              |
| Datacide II                     | 1994 | Datacide                        |
| Orange (Monochrome Stills)      | 1994 | Atom Heart                      |
| Live at Sel I/S/C               | 1994 | Atom Heart                      |
| Morphogenetic Fields            | 1994 | Atom Heart                      |
| plane                           | 1994 | +N                              |
| Render                          | 1994 | Lassigue Bendthaus              |
| Softcore                        | 1994 | Softcore                        |
| Dots                            | 1994 | Dots                            |
| Second Nature                   | 1994 | Second Nature                   |
| VSVN                            | 1994 | VSVN                            |
| Flowerhead                      | 1995 | Datacide                        |
| Interactive Music               | 1995 | Interactive Music               |
| MU                              | 1995 | Masters of Psychedelic Ambience |
| Semiacoustic Nature             | 1995 | Semiacoustic Nature             |
| Jet Chamber I                   | 1995 | Jet Chamber                     |
| Silver Sound                    | 1995 | 60                              |
| Binary Amplified Super Stereo   | 1995 | BASS                            |
| Machine Paisley                 | 1996 | Machine Paisley                 |
| Second Nature                   | 1996 | Second Nature                   |
| Brown                           | 1996 | Brown                           |
| Jet Chamber II                  | 1996 | Jet Chamber                     |
| Tokyo - Frankfurt - New York    | 1996 | HAT                             |
| Built                           | 1996 | +N                              |
| Ondas                           | 1996 | Datacide                        |
| Shellglove                      | 1996 | Atom Heart                      |
| Polyester                       | 1997 | Lisa Carbon Trio, The           |
| Jet Chamber III                 | 1997 | Jet Chamber                     |
| Trio de Janeiro                 | 1997 | Lisa Carbon                     |
| Digital Superimposing           | 1997 | Superficial Depth               |
| El Gran Baile                   | 1997 | Señor Coconut                   |
| Fonosandwich                    | 1997 | Fonosandwich                    |
| Jet Chamber IV                  | 1998 | Jet Chamber                     |
| Schnittstelle                   | 1998 | Schnittstelle                   |
| DSP-Holiday                     | 1998 | HAT                             |
| :)                              | 1999 | Dos Tracks                      |
| Pop Artificielle                | 1999 | LB                              |
| Templates                       | 1999 | Flanger                         |
| Midnight Sound                  | 2000 | Flanger                         |
| Descargas                       | 2000 | Los Sampler's                   |
| El Baile Alemán                 | 2000 | Señor Coconut                   |
| Stoffwechsel                    | 2000 | Bund Deutscher Programmierer    |
| Jet Chamber V                   | 2000 | Jet Chamber                     |
| My Life with Jesus              | 2000 | Geez 'n' Gosh                   |
| 14 Footballers in Milkchocolate | 2001 | Midisport                       |
| [k]                             | 2001 | Disk Orchestra, The             |
| Plays Just Notes                | 2002 | Roger Tubesound Ensemble, The   |
| Nobody Knows                    | 2002 | Geez 'n' Gosh                   |
| Standards                       | 2003 | Lisa Carbon                     |
| Fiesta Songs                    | 2003 | Señor Coconut                   |
| CMYK                            | 2005 | Atom™                           |
| Yellow Fever!                   | 2006 | Señor Coconut                   |
| Son of a Glitch                 | 2007 | Atom™                           |
| The Birth of Acitón             | 2007 | Surtek Collective               |
| Liedgut                         | 2009 | Atom™                           |
| Muster                          | 2009 | Atom™                           |
| Music Is Better Than Pussy      | 2010 | Atom™                           |
| Winterreise                     | 2012 | Atom™                           |
| HD                              | 2013 | Atom™                           |

## Lista parziale degli alias[8]
La tabella che segue include soltanto alcuni dei moltissimi alias usati da Schmidt. Ad essi è affiancato il nome dei collaboratori quando sono presenti.
| Alias                           | Collaboratore/i              |
| ------------------------------- | ---------------------------- |
| 60                              |                              |
| A. D.                           |                              |
| Aerial Service Area             | Victor Sol e Niko Heyduck    |
| Almost Digital                  |                              |
| Atom™                           |                              |
| Atom Heart                      |                              |
| Atomizer™                       |                              |
| Atomu Shinzo                    |                              |
| BASS                            |                              |
| Bitniks, The                    |                              |
| Brown                           |                              |
| Bund Deutscher Programmierer    |                              |
| Coeur Atomique                  |                              |
| Datacide                        | Tetsu Inoue                  |
| Disk Orchestra, The             |                              |
| Dos Tracks                      |                              |
| Dots                            |                              |
| Dropshadow Disease              |                              |
| Erik Satin                      |                              |
| Flanger                         | Burnt Friedman               |
| Flextone                        |                              |
| Fonosandwich                    |                              |
| Geeez 'N' Gosh                  |                              |
| HAT                             | Haruomi Hosono e Tetsu Inoue |
| i                               |                              |
| Interactive Music               |                              |
| Jet Chamber                     | Pete Namlook                 |
| Lassigue Bendthaus              |                              |
| LB                              |                              |
| Lisa Carbon                     |                              |
| Lisa Carbon & Friends           |                              |
| Lisa Carbon Trio, The           | Pete Namlook                 |
| Los Negritos                    | Miguel Painem                |
| Los Sampler's                   |                              |
| Machine Paisley                 |                              |
| Masters of Psychedelic Ambiance | Tetsu Inoue                  |
| Midisport                       |                              |
| Mike McCoy                      |                              |
| Mono™                           |                              |
| +N                              | Victor Sol                   |
| Naturalist                      |                              |
| Pornotanz                       | Olaf Finkbeiner              |
| Real Intelligence               |                              |
| Roger Tubesound Ensemble, The   |                              |
| Schnittstelle                   |                              |
| Second Nature                   | Bill Laswell e Tetsu Inoue   |
| Semiacoustic Nature             |                              |
| Señor Coconut                   |                              |
| Señor Coconut Y Su Conjunto     |                              |
| Señor Coconut And His Orchestra | Musicisti vari               |
| Softcore                        |                              |
| Subsequence                     | Pete Namlook                 |
| Superficial Depth               |                              |
| Surtek Collective               | Original Hamster             |
| Synthadelic                     | Pete Namlook                 |
| Urban Primitivism               |                              |
| VSVN                            |                              |